# Distretto di Działdowo
Il distretto di Działdowo (in polacco powiat działdowski) è un distretto polacco appartenente al voivodato della Varmia-Masuria.

## Geografia antropica

### Suddivisioni amministrative
Il distretto comprende 6 comuni.
- Comuni urbani: Działdowo
- Comuni urbano-rurali: Lidzbark
- Comuni rurali: Działdowo, Iłowo-Osada, Płośnica, Rybno